# Vellozia grisea
Vellozia grisea är en enhjärtbladig växtart som beskrevs av Goethart och Johannes Jan Theodoor Henrard. Vellozia grisea ingår i släktet Vellozia och familjen Velloziaceae. Inga underarter finns listade.